# 追いかけたいの!
『追いかけたいの!』（おいかけたいの）は、1988年10月26日から同年12月21日まで、フジテレビ系列で毎週水曜日20:00 - 20:54に全9話が放送された連続テレビドラマである。

## 概要
主演は南野陽子。また、宮沢りえの連続テレビドラマ初出演作品でもある。南野がこの時間帯での主演は『アリエスの乙女たち』以来1年半ぶり。
スポーツ新聞新米記者の白鳥と新米カメラマンの黒岩の取材における奮戦を描く。
本作はフジテレビ・共同テレビ制作作品であり、1984年10月の『青い瞳の聖ライフ』から始まったこの時間帯の連続テレビドラマとしては唯一、大映テレビが制作に関わっていない作品である。

## キャスト
- 白鳥晶（21）：南野陽子
- 黒岩薫（23）：野村宏伸
- 石坂鉄平（17）：真木蔵人
- 水沢麗子（16）：宮沢りえ
- 桃井みどり（27）：高橋ひとみ
- 馬場あかね（19）：山瀬まみ
- 馬場わかば（22）：栗田ひとみ
- 長州力丸（30）：菅田俊
- 石坂宏治郎（36）：所ジョージ
- 石坂文平（11）：小林大介
- 太古：岸谷五朗（SET隊）
- 森田：寺脇康文（SET隊）
- 横田：山田幸伸（SET隊）
- 知美：和久井映見
- 石坂京子（40）：梶芽衣子
- 水沢慎一（32）：石田純一

## サブタイトル
| 各話  | 放送日         | サブタイトル                | 脚本         | 演出       |
| ----- | -------------- | --------------------------- | ------------ | ---------- |
| 第1話 | 1988年10月26日 | 先輩! 恋の予感が            | 金谷祐子     | 若松節朗   |
| 第2話 | 1988年11月2日  | 今夜ももめるぜ!             | 金谷祐子     | 小野原和宏 |
| 第3話 | 1988年11月9日  | 好きと言えない!             | 金谷祐子     | 小野原和宏 |
| 第4話 | 1988年11月16日 | 私、家を出ます!             | 大久保昌一良 | 服部嘉和   |
| 第5話 | 1988年11月23日 | あぶない誕生日              | 大久保昌一良 | 小野原和宏 |
| 第6話 | 1988年11月30日 | キミが傷ついた!             | 金谷祐子     | 小野原和宏 |
| 第7話 | 1988年12月7日  | 抱きしめられて…             | 金谷祐子     | 服部嘉和   |
| 第8話 | 1988年12月14日 | もう、誰もキズつけたくない! | 金谷祐子     | 川上一夫   |
| 第9話 | 1988年12月21日 | 素直になりたい!             | 金谷祐子     | 小野原和宏 |

## スタッフ
- 脚本：金谷祐子、大久保昌一良
- 音楽：樋口康雄
- フォトスーパーバイザー：佐々木教平
- 技術プロデューサー：佐々木俊幸
- T・D：菅原一夫
- 撮影：高田治
- 映像：大坪裕二
- 照明：石井美宏
- 音声：国澤藤一
- VTR：鈴木康公
- 編集：榊林昭彦、深沢佳文
- スタジオ担当：山川宏
- 音響効果：塚田益章
- 美術プロデューサー：鈴木武治
- デザイン：荒川淳彦
- 美術進行：上村正三
- 大道具：松田克信
- 小道具：宮野雅人
- 持道具：森谷美千代
- 衣裳：杉山正英
- メイク：島方朋子、竹間美幸
- タイトル：川崎利治
- スタイリスト：佐藤智春
- プロデューサー補：東海林英文
- 演出補：川上一夫、木下高男
- 制作主任：服部一貴
- 記録：寺田まり、胎中三智子、下村結佳
- 広報：新藤善之
- スチル：松本慎二
- 企画：前田和也、亀山千広
- プロデューサー：高橋萬彦
- 演出：若松節朗、小野原和宏、服部嘉和、川上一夫
- 技術協力：バスク
- スタジオ：国際放映
- 企画協力：エス・ワンカンパニー
- 制作：フジテレビ、共同テレビ

## 主題歌・挿入歌
- 主題歌：Wink「愛が止まらない 〜Turn it into love〜」（ポリスター）
作詞・作曲：Mike Stock, Matt Aitken, Pete Waterman、日本語詞：及川眠子、編曲：船山基紀
- 挿入歌：NOBODY「BOY ON THE RUN」
作詞・作曲・編曲：NOBODY

## 備考
- 主人公白鳥晶のモデルは、映画評論家町山智浩の夫人である[1][出典無効]。

## 参照
1. ↑  2009年7月17日放送 TBSラジオ『小島慶子☆キラキラ』

| フジテレビ系 水曜20時台                        | フジテレビ系 水曜20時台                       | フジテレビ系 水曜20時台                     |
| 前番組                                         | 番組名                                        | 次番組                                      |
| ---------------------------------------------- | --------------------------------------------- | ------------------------------------------- |
| ザ・スクールコップ （1988年5月11日 - 9月28日） | 追いかけたいの! （1988年10月26日 - 12月21日） | こまらせないで! （1989年1月11日 - 3月22日） |